# لوك نجوين
لوك نجوين (بالفيتنامية: Luke Nguyễn)‏ هو طاهي فيتنامي، ولد في 8 سبتمبر 1978 في تايلاند.